# Frank Marshall (enxadrista)
Frank James Marshall (10 de agosto de 1877 — 9 de novembro de 1944) foi um ex-campeão norte-americano de xadrez no período compreendido entre os anos de 1909 a 1936 e considerado um dos mais fortes enxadristas do mundo no início do Século XX. Foi um grande jogador de torneio mas um péssimo jogador de match, com ficou demonstrado nos matches pelo campeonato mundial, contra Emanuel Lasker e J.R Capablanca, nos quais venceu apenas uma partida.
Frank Marshall deixou o seu nome ligado a diversas variantes de aberturas de Xadrez. A mais conhecida é conhecida como Ataque Marshall que é uma resposta por parte das pretas à abertura Ruy Lopez das brancas. Este ataque foi utilizado por Frank Marshall numa partida contra Capablanca em 1918.

## Principais resultados em torneios
| Data | Local                  | Colocação | Observações |
| ---- | ---------------------- | --------- | --- |
| 1900 | Paris 1900             | 4         | Vencido por Emanuel Lasker e com participação de Harry Nelson Pillsbury, Geza Maroczy e Amos Burn.                               |
| 1904 | Monte Carlo 1904       | 3         | Vencido por Geza Maroczy, com Carl Schlechter em segundo e Isidor Gunsberg em quarto.                                            |
| 1904 | Cambridge Springs 1904 | 1         | Com Dawid Janowski em segundo, Emanuel Lasker em terceiro e Georg Marco em quarto.                                               |
| 1907 | Oostende 1907          | 4         | Vencido por Siegbert Tarrasch, com Carl Schlechter em segundo e Dawid Janowski em terceiro.                                      |
| 1911 | San Sebastian 1911     | 4         | Vencido por José Raul Capablanca, com Akiba Rubinstein em segundo e Milan Vidmar em terceiro.                                    |
| 1914 | São Petersburgo 1914   | 5         | No torneio final, vencido por Lasker, com Capablanca em segundo, Alekhine em terceiro e Tarrasch em quarto.                      |
| 1924 | Nova Iorque 1924       | 4         | Vencido por Emanuel Lasker, com José Raul Capablanca em segundo e Alexander Alekhine em terceiro.                                |
| 1925 | Baden-Baden 1925       | 6         | Vencido por Alexander Alekhine e com participação de Akiba Rubinstein, Friedrich Sämisch, Efim Bogoljubow e Savielly Tartakower. |
| 1925 | Moscou 1925            | 4         | Vencido por Efim Bogoljubow, com Emanuel Lasker em segundo e Capablanca em terceiro.                                             |